# Ивановка (Гавриловский сельсовет)
Ивановка (укр. Іванівка), село,
Гавриловский сельский совет,
Изюмский район,
Харьковская область.
Код КОАТУУ — 6320481504. Население по переписи 2001 г. составляет 33 (16/17 м/ж) человека.

## Географическое положение
Село Ивановка находится на склоне балки Сухой Торец, в которой протекает пересыхающий ручей — исток реки Сухой Торец. На ручье есть запруда.

## Достопримечательности
- Братская могила
- Энтомологический заказник местного значения «Семеновский» (укр. Семенівський). Уклонные и долино-балковые урочища, растительный покров которых способствует сохранению природных условий формирования истоков реки Сухой Торец[1].